# Tomas Serrien
Tomas Serrien (Kontich, 1992) is een Belgische muziekfilosoof, schrijver en drummer. Hij is de jongere broer van historicus Pieter Serrien.

## Biografie
Serrien werd geboren in 1992 in Antwerpen en groeide op in Kontich-Kazerne. In 2010 startte hij met de opleiding Wijsbegeerte aan de UGent, waar hij zich specialiseerde in muziekfilosofie. In zijn masterproef onderzocht hij muzikale ervaringen aan de hand van de fenomenologie. In 2015 won hij de Geert Grote Pen, een scriptieprijs die wordt toegekend aan de beste Nederlandstalige masterproef in de wijsbegeerte. Zijn eindwerk vormde de inspiratie voor zijn debuutboek Klank, dat uitkwam bij Houtekiet in december 2017. Serrien geeft regelmatig in België en Nederland lezingen over muziekfilosofie aan een breder publiek en werkt aan diverse interdisciplinaire projecten rond muziekbeleving. Hij werkte hiervoor reeds samen met muzikanten zoals Sjoerd Bruil, Mauro Pawlowski, Liza Ferschtman, Hannes D'Hoine, Jan Swerts, Jeroen Stevens en Elko Blijweert.
In 2016 ontwikkelde Serrien de onafhankelijke website Mirari, een online platform voor vrije dialoog. Op de website krijgt iedereen de mogelijkheid om opinies en artikels te publiceren over uiteenlopende onderwerpen. Het project stopte in 2024.
In oktober 2019 verscheen het boek Verdwaald in verlichting, dat hij schreef voor Borgerhoff & Lamberigts in samenwerking met imam Khalid Benhaddou en politiek filosoof Patrick Loobuyck.
In januari 2020 maakte hij de vijfdelige podcastreeks ‘De magie van het luisteren’, in samenwerking met Klara en Concertgebouw Brugge.
In samenwerking met het Gentse label Consouling Sounds maakte hij in september 2020 de podcastreeks 'Orentroost' als streling voor de oren. In september 2021 volgde een tweede seizoen van deze reeks.
In 2021 verzorgde hij de dramaturgie voor het muziektheater 'ZELLE: Wenn es dunkel wird' van de Brits-Chinese componiste Jamie Man en de Zwitserse schrijver Peter Stamm. De voorstelling gebruikt elementen uit het traditionele Japanse Noh theater (No-spel) en laat zich beïnvloeden door de surrealistische decors van David Lynch en de narratieve montagetechnieken van Jean-Luc Godard.
In april 2022 verscheen zijn derde boek Hoor bij Houtekiet.
Hij schreef samen met 10 andere Nederlandstalige auteurs het boek Muziek zit tussen je oren, dat in juni 2023 uitkwam bij uitgeverij Damon.
In 2024 begon hij te werken bij BL!NDMAN. 
Sinds jonge leeftijd is Serrien drummer bij verschillende muziekgroepen. Hij speelt onder andere in de postpunkband Disorientations en in de indierockband Bat Eyes, beiden onder contract van PIAS Recordings.